# Jean-Gérard Imbar
Jean-Gérard Imbar, né le 10 août 1944 à Paris et mort le 25 janvier 1999 à Villejuif, est un écrivain, scénariste de bande dessinée et de cinéma français.

## Biographie
Enfant fugueur dans le Paris des années 50, puis adolescent turbulent, Jean-Gérard Imbar grandit dans l'ambiance culturelle et musicale de la Contrescarpe d'après-guerre. En effet, ses parents, Geneviève et Gilbert Imbar, fondent et dirigent l’Académie de Guitare de Paris, située au 42 rue Descartes, en face du cabaret d’Yvonne et Léon Tcherniak, Le Cheval d’Or.
Tout d’abord reporter photographe indépendant, il voyage entre autres en Irlande du Nord, au Kurdistan et à New York. Il effectue plusieurs reportages pour L'Express.
Il utilisera cette expérience professionnelle dans son premier roman, Scoop, en mettant en scène un reporter photographe d’agence, Michel Schwartz, affrontant deux militaires américains qui recherchent un de ses amis coupable, selon eux, d’avoir dénoncé un massacre de civils pendant la Guerre du Viêt Nam. On retrouve Michel Schwartz dans Ah, ça I.R.A. ! cherchant à obtenir une interview d’un dirigeant de l’IRA.
Moto-casse raconte l’aveuglement d’un fanatique de moto rêvant de gagner le Bol d’or et Les Lignards l’odyssée d’un chauffeur de poids lourds arrêté en Turquie à la suite d'un accident et emprisonné avec des Kurdes. Pour Claude Mesplède « Ces quatre livres possèdent tous les mêmes qualités : action, rythme, et une actualité sociale ou politique bien intégrée au récit ».
Vomito negro est le récit d’un Antillais, chauffeur et garde du corps d’un milliardaire néo-nazi, président d’un parti français d’extrême droite ayant capté l’héritage d’un fils de famille dégénéré.
Pour écrire Cocu and Co. décrivant la lutte entre deux agences de détectives, Imbar a travaillé en tant que détective privé pendant une année.
Il est également scénariste de bande dessinée et a participé à l’écriture de trois séries dont Le Polar de Renard, adaptation contemporaine du Roman de Renart.

## Œuvre

### Romans
- Scoop, Série noire no 1477, 1972
- Moto-casse, Série noire no 1563, 1973
- Ah, ça I.R.A. !, Série noire no 1656, 1974
- Les Lignards, Super noire no 84, 1977
- Cocu and Co., Engrenage no 11, 1980
- L’Homme de feu, coll. Histoire noire, Carrère, 1987 (en collaboration avec Bernard Braquin)
- Vomito negro, coll. L’Instant noir, Éditions de l’Instant, 1987, réédition Série noire no 2319, 1993
- L’Armoire du fou, coll. Aventures sans frontières, Fleuve noir, 1997

### Scénarios de bande dessinée
- Le Polar de Renard, "La nuit des Ravageons", dessin : Jean-Louis Hubert, 1982[3]
- Le Polar de Renard, dessin : Jean-Louis Hubert, 1982
- Le Polar de Renard, "Le jour du Saigneur", dessin : Jean-Louis Hubert, 1984
- Protéo: L'Encyclopédie en bandes dessinées, 45 tomes, dessin : Jean-Louis Hubert, Christian Gaty, Pierre Dupuis, André Chéret, 1980_1982[4]

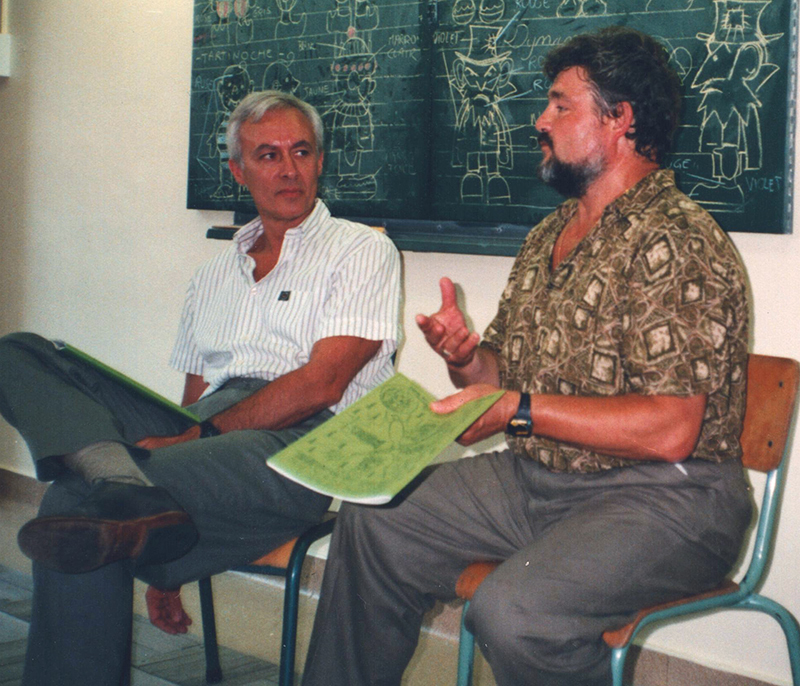
Jean-Gérard Imbar et André Cheret intervenant dans une classe de CM1 à Orléans, dans le cadre d'un projet de création de bande dessinée guidé par le plasticien Olivier Renard.

- Les aventures de Protéo, "Les Bannis", dessin : André Chéret, 1985-1998[5]
- Les aventures de Protéo, "Le dragon du mont-tombe", dessin : André Chéret, 1985
- Les aventures de Protéo, "Le sablier de la mort", dessin : André Chéret, 1996
- Les aventures de Protéo, "Le tyran de Lanxian", dessin : André Chéret, 1997
- Les aventures de Protéo, "Les ténébrions de Babylone", dessin : André Chéret, 1997
- Les aventures de Protéo, "Le dieu maudit", dessin : André Chéret, 1998

## Filmographie
- 1980 : Engrenage réalisé par Ghislain Vidal
- 1993 : L'Affaire Akbari, épisode de la série télévisée Antoine Rives, juge du terrorisme, réalisé par Philippe Lefebvre
- 1992 - 1994 : deux épisodes de la série La Guerre des privés
- 1996 : Les Faux Médicaments : Pilules mortelles, avec Jean-Pierre Bastid, film TV réalisé par Alain-Michel Blanc